# 70-й истребительный авиационный полк
70-й истребительный авиационный Краснознамённый полк (70-й иап) — воинская часть Военно-воздушных сил (ВВС) Вооружённых сил РККА, принимавшая участие в боевых действиях на Халхин-Голе и в Советско-японской войне.

## Наименования полка
За весь период своего существования полк несколько раз менял своё наименование:
- 70-й истребительный авиационный полк
- 70-й истребительный авиационный Краснознамённый полк
- Войсковая часть (полевая почта 10245)

## Создание полка
70-й истребительный авиационный полк сформирован в июне 1938 года в г. Баин-Тумен (Монголия) полковником Масловым на основе 29-й истребительной авиаэскадрильи 5-го истребительного авиаотряда. Вошёл в состав 100-й смешанной авиабригады ВВС Забайкальского военного округа.

## Расформирование полка
70-й истребительный авиационный полк 23 марта 1947 года расформирован в составе 246-й иад 12-й ВА ЗабВО.

## В действующей армии
В составе действующей армии:
- с 11 мая 1939 года по 16 сентября 1939 года[1]
- с 9 августа 1945 года по 3 сентября 1945 года[2]

## Командиры полка
- полковник Маслов, 06.1938 — 08.1938
- майор Забалуев Вячеслав Михайлович, 08.1938 — 05.1939
- капитан Зайцев Александр Андреевич, 11.05.1939 — 16.09.1939
- полковник Иванов Георгий Александрович, 03.12.1939 — 05.02.1940
- майор Елизарьев Прокопий Фёдорович, 04.1940 — 09.1941
- капитан Голубь Федор Иванович в ночь на 14.01.1942 погиб при катастрофе УТИ-4
- гв.подполковник Осмаков Иван Федорович 02.1944 - 30.06.44 (ид)
- подполковник Грехов Фёдор Григорьевич[3], 01.07.1944 — 31.12.1945

## В составе соединений и объединений
| Период        | Фронт (округ)                       | Армия (корпус)            | Дивизия                                    | Примечание                                                                                           |
| ------------- | ----------------------------------- | ------------------------- | ------------------------------------------ | --- |
| 01.06.1938 г. | Забайкальский военный округ         | 57-й особый корпус        | 100-я смешанная авиационная бригада        | И-16, И-15 бис                                                                                       |
| 11.05.1939 г. | Забайкальский военный округ         | 57-й особый корпус        | 100-я смешанная авиационная бригада        | приступил к боевым действиям на И-16 и И-15 бис                                                      |
| 19.06.1939 г. | Забайкальский военный округ         | 1-я армейская группа РККА | 100-я смешанная авиационная бригада        | И-16, И-15 бис                                                                                       |
| 17.09.1939 г. | Забайкальский военный округ         | ВВС округа                | 100-я смешанная авиационная бригада        | И-16, И-15 бис                                                                                       |
| 01.02.1940 г. | Забайкальский военный округ         | ВВС округа                | 32-я истребительная авиационная бригада    | И-16, И-15 бис                                                                                       |
| 03.02.1940 г. | Забайкальский военный округ         | ВВС округа                | 32-я истребительная авиационная бригада    | личный состав двух эскадрилий убыл на Северо-Западный фронт для участия в советско-финляндской войне |
| 01.08.1940 г. | Забайкальский военный округ         | ВВС округа                | 37-я смешанная авиационная дивизия         | И-16, И-15 бис                                                                                       |
| 22.06.1941 г. | Забайкальский фронт                 | ВВС фронта                | 37-я смешанная авиационная дивизия         | И-16, И-15 бис                                                                                       |
| 30.06.1941 г. | Забайкальский фронт                 | ВВС фронта                | 2-я истребительная авиационная бригада     | И-16, И-15 бис                                                                                       |
| 01.08.1941 г. | Забайкальский фронт                 | ВВС фронта                | 2-я истребительная авиационная бригада     | И-16, И-15 бис, 50 % личного состава полка убыло на комплектование 351-го иап                        |
| 01.02.1942 г. | Забайкальский фронт                 | 36-я армия                | ВВС 36-й армии                             | И-16, И-15 бис,                                                                                      |
| 05.08.1942 г. | Забайкальский фронт                 | ВВС фронта                | 245-я истребительная авиационная дивизия   | И-16, И-15 бис, И-153                                                                                |
| 15.08.1942 г. | Забайкальский фронт                 | 12-я воздушная армия      | 245-я истребительная авиационная дивизия   | И-16, И-15 бис, И-153                                                                                |
| 01.01.1943 г. | Забайкальский фронт                 | 12-я воздушная армия      | 245-я истребительная авиационная дивизия   | 1-я аэ и 2-я аэ на И-16, 3-я аэ — на И-153                                                           |
| 01.03.1943 г. | Забайкальский фронт                 | 12-я воздушная армия      | 245-я истребительная авиационная дивизия   | начал перевооружаться на истребители Ла-5                                                            |
| 01.03.1945 г. | Забайкальский фронт                 | 12-я воздушная армия      | 245-я истребительная авиационная дивизия   | начал перевооружаться на истребители Ла-7                                                            |
| 30.07.1945 г. | Забайкальский фронт                 | 12-я воздушная армия      | 247-я бомбардировочная авиационная дивизия | Ла-7, как полк сопровождения                                                                         |
| 08.08.1945 г. | Забайкальский фронт                 | 12-я воздушная армия      | 247-я бомбардировочная авиационная дивизия | Ла-7, имел в боевом составе 37 подготовленных экипажей                                               |
| 09.08.1945 г. | Забайкальский фронт                 | 12-я воздушная армия      | 247-я бомбардировочная авиационная дивизия | Ла-7, участие в советско-японской войне                                                              |
| 03.09.1945 г. | Забайкальский фронт                 | 12-я воздушная армия      | 247-я бомбардировочная авиационная дивизия | Ла-7                                                                                                 |
| 05.10.1945 г. | Забайкальский фронт                 | 12-я воздушная армия      | 297-я истребительная авиационная дивизия   | Ла-7                                                                                                 |
| 09.10.1945 г. | Забайкальско-Амурский военный округ | 12-я воздушная армия      | 297-я истребительная авиационная дивизия   | Ла-7                                                                                                 |
| 19.12.1945 г. | Забайкальско-Амурский военный округ | 12-я воздушная армия      | 316-я штурмовая авиационная дивизия        | Ла-7                                                                                                 |
| 22.06.1946 г. | Забайкальско-Амурский военный округ | 12-я воздушная армия      | 246-я истребительная авиационная дивизия   | Ла-7                                                                                                 |
| 23.03.1947 г. | Забайкальско-Амурский военный округ | 12-я воздушная армия      | 246-я истребительная авиационная дивизия   | Ла-7, расформирован                                                                                  |

## Участие в операциях и битвах
- Маньчжурская операция
  - Хингано-Мукденская наступательная операция — с 9 августа 1945 года по 2 сентября 1945 года

## Награды
За доблесть и мужество, проявленные личным составом при выполнении боевых заданий Правительства, Указом Президиума Верховного Совета СССР 70-й истребительный авиационный полк 17 ноября 1939 года награждён орденом Красного Знамени.
| И-15 бис | И-153 | И-16 |

## Отличившиеся воины
- Грицевец, Сергей Иванович, майор, командир особой эскадрильи истребителей «И-153» 70-го истребительного авиационного полка 100-й смешанной авиационной бригады 1-й армейской группы Указом Президиума Верховного Совета СССР 29 августа 1939 года удостоен звания дважды Герой Советского Союза.
- Орлов Леонид Александрович, старший лейтенант, заместитель командира эскадрильи 70-го истребительного авиационного полка Указом Президиума Верховного Совета СССР 29 августа 1939 года удостоен звания Герой Советского Союза. Золотая Звезда № 150.
- Жердев Николай Прокофьевич, капитан, командир эскадрильи 70-го истребительного авиационного полка Указом Президиума Верховного Совета СССР 17 ноября 1939 года удостоен звания Герой Советского Союза. Золотая Звезда № 169.
- Зайцев Александр Андреевич, капитан, командир 70-го истребительного авиационного полка Указом Президиума Верховного Совета СССР 17 ноября 1939 года удостоен звания Герой Советского Союза. Золотая Звезда № 170.
- Нога Митрофан Петрович, старший лейтенант, командир эскадрильи 70-го истребительного авиационного полка Указом Президиума Верховного Совета СССР 17 ноября 1939 года удостоен звания Герой Советского Союза. Золотая Звезда № 185.
- Смирнов Борис Александрович, майор, инспектор по технике пилотирования 70-го истребительного авиационного полка Указом Президиума Верховного Совета СССР 17 ноября 1939 года удостоен звания Герой Советского Союза. Золотая Звезда № 193.

## Итоги боевой деятельности полка
Всего за период боёв на Халхин-Голе полком (по состоянию на 01.09.1939 г.):
| Выполнено боевых вылетов | Сбито самолётов в воздухе (аэростатов) | Уничтожено самолётов на аэродромах | Проведено воздушных боёв (групповых) | Проведено штурмовок наземных целей (групповых), всего | Свои потери |
| ------------------------ | -------------------------------------- | ---------------------------------- | ------------------------------------ | ----------------------------------------------------- | ----------- |
| 8672                     | 184 (1)                                | 42                                 | 41                                   | 27                                                    | 39 лётчиков |

Всего во время Советско-японской войны полком:
| Выполнено боевых вылетов | Уничтожено при штурмовках паровозов | Уничтожено при штурмовках эшелонов | Свои потери: самолётов |
| ------------------------ | ----------------------------------- | ---------------------------------- | ---------------------- |
| 74                       | 9                                   | 1                                  | 1                      |

Встреч с самолётами противника и воздушных боёв не было.

## Самолёты на вооружении
| Период      | Самолёты |
| ----------- | -------- |
| 1938 — 1943 | И-15бис  |
| 1938 — 1943 | И-16     |
| 1940 — 1943 | И-153    |
| 1943 — 1945 | Ла-5     |
| 1945 — 1947 | Ла-7     |

| Ла-7 | Ла-5 | ЛаГГ-3 |

## Базирование
| Период                  | Аэродром                 |
| ----------------------- | ------------------------ |
| 10.1945 — 18.02.1947    | Обо-Сомен, Монголия      |
| 18.02.1947 — 23.03.1947 | Борзя, Читинская область |